# Nunca volverá a nevar
Nunca volverá a nevar (en polaco, Śniegu już nigdy nie będzie) es una película de comedia dramática polaco-alemana de 2020 dirigida por Małgorzata Szumowska y Michał Englert. Está protagonizada por Alec Utgoff, Maja Ostaszewska, Agata Kulesza, Weronika Rosati, Katarzyna Figura, Andrzej Chyra, Łukasz Simlat y Krzysztof Czeczot.
La película se estrenó en la 77.ª edición del Festival Internacional de Cine de Venecia, donde compitió en la competencia principal. Fue seleccionada como la entrada polaca a la Mejor Película Internacional en la 93.ª edición de los Premios Óscar, pero no recibió una nominación. Obtuvo siete nominaciones a los Premios de Cine Polaco, ganando Mejor Fotografía.

## Sinopsis
Mientras trabaja como masajista en una comunidad cerrada en Polonia, Zhenia, una inmigrante de habla rusa del este, inesperadamente crea seguidores de culto.

## Reparto
- Alec Utgoff como Zhenia
- Maja Ostaszewska como María
- Agata Kulesza como Ewa
- Weronika Rosati como Wika / madre de Zhenia
- Katarzyna Figura como Gucci
- Andrzej Chyra como Capitán
- Łukasz Simlat como El esposo de Wika
- Krzysztof Czeczot como El esposo de María

## Recepción de la crítica
En el agregador de reseñas Rotten Tomatoes, Nunca volverá a nevar tiene un índice de aprobación del 94% basado en 49 reseñas, con una calificación promedio de 7.6/10. El consenso crítico del sitio web dice: "Dirigida por la impresionante actuación estelar de Alec Utgoff, Nunca volverá a nevar combina elementos de ciencia ficción, sátira y drama surrealista con una mano segura". En Metacritic, la película tiene una puntuación media ponderada de 73 sobre 100, basada en 7 críticos, lo que indica "críticas generalmente favorables".
The Guardian colocó la película en el puesto 35 de su lista de las 50 mejores películas de 2021 en el Reino Unido.
Con respecto al personaje de Zhenia, Giuseppe Sedia escribió en Kino Mania: "Los ucranianos son la comunidad extranjera más grande de Polonia y muchos los ven como una mera mano de obra. Zhenia, en cambio, es recibida como un extraterrestre maravilloso, casi una figura de mesías capaz de manipular y sanar los cuerpos y tal vez sin querer, las almas de sus clientes".